# Denny Holman
Dennis R. Holman, detto Denny (8 ottobre 1945), è un ex cestista statunitense, professionista nella ABA.

## Palmarès
- Miglior tiratore di liberi nei Playoff ABA (1968)